# André Onana
André Onana Onana (Nkol Ngok, 1996. április 2. –) kameruni válogatott labdarúgó, a Manchester United játékosa.
2010-ben csatlakozott az FC Barcelona akadémiájához, ahonnan 2015-ben szerződtette az Ajax. Hollandiában 214 alkalommal lépett pályára és háromszoros bajnok lett. 2022 júliusában ingyen igazolta az Internazionale, ahol olasz kupa-, és szuperkupa-győztes lett, illetve az UEFA-bajnokok ligája döntőjében is szerepelt, egyetlen szezonjában a csapattal. 2023 nyarán szerződtette a Manchester United.
A válogatottban 2016 szeptemberében mutatkozott be.

## Pályafutása

### Klubcsapatban
2006 és 2010 között Samuel Eto’o akadémiáján nevelkedett, majd innen került a spanyol Barcelona akadémiájához. 2015 júliusában bejelentették, hogy a holland Ajax játékosa lett. 2015. február 9-én mutatkozott be a Jong Ajax csapatában az Achilles '29 elleni másodosztályú mérkőzésen. 2016. augusztus 20-án a felnőttek között is debütált a Willem II ellen a bajnokságban. 2017 májusában meghosszabbította szerződését a klubbal 2021-ig. 2022 januárjában jelentették be, hogy szerződtette az  Internazionale, majd májusban ő maga is megerősítette.

#### Manchester United
2023. július 20-án a Manchester United bejelentette, hogy szerződtette a kameruni kapust. A 24-es mezszámot kapta. A játékos 5+1 éves szerződést írt alá.
A Wolverhampton Wanderers ellen mutatkozott be a Premier League-ben, a mérkőzést kapott gól nélkül hozta le, a United 1–0-ra nyert. Ennek ellenére vitatott volt, hogy a bírónak büntetőt kellett volna-e adnia egy incidens után a mérkőzés utolsó perceiben, mikor Onana a labda helyett Saša Kalajdžić osztrák csatárt találta el. Szeptember 20-án, miután csapata 4–3-ra kikapott a Bayern Münchentől, Onana azt nyilatkozta, hogy miatta kapott ki a csapat. 2023. október 24-én kivédett egy büntetőt az FC København elleni UEFA-bajnokok ligája-mérkőzésen, a 97. percben. A United ennek köszönhetően először nyert a szezonban a sorozatban. 2024 márciusában őt választották a csapat legjobbjának. 2024. április 27-én a Burnley elleni mérkőzésen egyik védését a hónap legjobbjának választották a bajnokságban. Első szezonját angol kupagyőztesként zárta Manchesterben. 2024 szeptemberében és novemberében ismét az ő védését választották a legjobbnak a hónapban, az utóbbival a díj történetének legsikeresebb kapusa lett.

### A válogatottban
Szerepelt az ifjúsági válogatottakban. 2015-ben már a válogatott keretében szerepelt. 2016. szeptember 6-án a gaboni labdarúgó-válogatott ellen debütált egy barátságos mérkőzésen. Részt vett a 2017-es konföderációs kupán Oroszországban.
2022-ben, miután idő előtt elhagyta a válogatottat a világbajnokságon, Onana bejelentette visszavonulását a csapattól. Mindezek ellenére majdnem egy évvel később újra behívták a csapatba, a 2023. szeptemberi válogatott mérkőzésre Burundi ellen, majd a 2023-as afrikai nemzetek kupájára is.

## Magánélete
Unokatestvére, Fabrice Ondoa az Auda játékosa.

## Statisztika

### Klub
2024. augusztus 10-i állapotnak megfelelően.
| Klub              | Szezon           | Bajnokság        | Bajnokság | Bajnokság | Kupa | Kupa | Ligakupa | Ligakupa | Nemzetközi | Nemzetközi | Egyéb | Egyéb | Összesen | Összesen |
| Klub              | Szezon           | Osztály          | P.        | Gól       | P.   | Gól  | P.       | Gól      | P.         | Gól        | P.    | Gól   | P.       | Gól      |
| ----------------- | ---------------- | ---------------- | --------- | --------- | ---- | ---- | -------- | -------- | ---------- | ---------- | ----- | ----- | -------- | -------- |
| Jong Ajax         | 2014–2015        | Eerste Divisie   | 13        | 0         | —    | —    | —        | —        | —          | —          | —     | —     | 13       | 0        |
| Jong Ajax         | 2015–2016        | Eerste Divisie   | 24        | 0         | —    | —    | —        | —        | —          | —          | —     | —     | 24       | 0        |
| Jong Ajax         | 2016–2017        | Eerste Divisie   | 2         | 0         | —    | —    | —        | —        | —          | —          | —     | —     | 0        | 0        |
| Jong Ajax         | Összesen         | Összesen         | 39        | 0         | —    | —    | —        | —        | —          | —          | —     | —     | 39       | 0        |
| Ajax              | 2014–2015        | Eredivisie       | 0         | 0         | 0    | 0    | —        | —        | 0          | 0          | 0     | 0     | 0        | 0        |
| Ajax              | 2015–2016        | Eredivisie       | 0         | 0         | 0    | 0    | —        | —        | 0          | 0          | 0     | 0     | 0        | 0        |
| Ajax              | 2016–2017        | Eredivisie       | 32        | 0         | 0    | 0    | —        | —        | 14         | 0          | 0     | 0     | 46       | 0        |
| Ajax              | 2017–2018        | Eredivisie       | 33        | 0         | 1    | 0    | —        | —        | 4          | 0          | 0     | 0     | 38       | 0        |
| Ajax              | 2018–2019        | Eredivisie       | 33        | 0         | 4    | 0    | —        | —        | 18         | 0          | —     | —     | 55       | 0        |
| Ajax              | 2019–2020        | Eredivisie       | 24        | 0         | 3    | 0    | —        | —        | 11         | 0          | 1     | 0     | 39       | 0        |
| Ajax              | 2020–2021        | Eredivisie       | 20        | 0         | 0    | 0    | —        | —        | 6          | 0          | —     | —     | 26       | 0        |
| Ajax              | 2021–2022        | Eredivisie       | 6         | 0         | 2    | 0    | —        | —        | 2          | 0          | —     | —     | 10       | 0        |
| Ajax              | Összesen         | Összesen         | 148       | 0         | 10   | 0    | —        | —        | 55         | 0          | 1     | 0     | 214      | 0        |
| Internazionale    | 2022–2023        | Serie A          | 24        | 0         | 3    | 0    | —        | —        | 13         | 0          | 1     | 0     | 41       | 0        |
| Manchester United | 2023–2024        | Premier League   | 38        | 0         | 5    | 0    | 2        | 0        | 6          | 0          | —     | —     | 51       | 0        |
| Manchester United | 2024–2025        | Premier League   | 0         | 0         | 0    | 0    | 0        | 0        | 0          | 0          | 1     | 0     | 1        | 0        |
| Manchester United | Összesen         | Összesen         | 38        | 0         | 5    | 0    | 2        | 0        | 6          | 0          | 1     | 0     | 52       | 0        |
| Karrier összesen  | Karrier összesen | Karrier összesen | 249       | 0         | 18   | 0    | 2        | 0        | 74         | 0          | 3     | 0     | 346      | 0        |

### Válogatott
2024. január 19-i állapotnak megfelelően.
| Válogatott | Szezon   | Mérkőzés | Gól |
| ---------- | -------- | -------- | --- |
| Kamerun    | 2015     | 0        | 0   |
| Kamerun    | 2016     | 1        | 0   |
| Kamerun    | 2017     | 1        | 0   |
| Kamerun    | 2018     | 6        | 0   |
| Kamerun    | 2019     | 8        | 0   |
| Kamerun    | 2020     | 2        | 0   |
| Kamerun    | 2021     | 2        | 0   |
| Kamerun    | 2022     | 14       | 0   |
| Kamerun    | 2023     | 3        | 0   |
| Kamerun    | 2024     | 1        | 0   |
| Összesen   | Összesen | 38       | 0   |

## Sikerek, díjak
Ajax
- Holland bajnok: 2018–2019, 2020–2021, 2021–2022
- Holland kupagyőztes: 2018–2019, 2020–2021
- Holland szuperkupa-győztes: 2019
- Európa-liga ezüstérmes: 2016–2017

Internazionale
- Olasz kupagyőztes: 2022–2023
- Olasz szuperkupa-győztes: 2022
- UEFA-bajnokok ligája ezüstérmes: 2022–2023

Manchester United
- Angol kupagyőztes: 2023–2024

Egyéni
- Az év kameruni labdarúgója: 2018[27]
- Legjobb afrikai kapus: 2018[27]
- Eredivisie – Az év csapata: 2018–2019[28]
- CAF – Az év csapata: 2019, 2023[29]
- IFFHS – Az év férfi csapata: 2020[30]
- Premier League – A hónap védése díj: 2024. április,[17] 2024. szeptember,[18] 2024. november[19]
  - Jelölve: 2024. november[31]
- Manchester United – A hónap játékosa: 2024. március[16]